# Elna (Kommunikationsunternehmen)
Elna (Eigenschreibweise: ELNA) mit Sitz in Tangstedt ist ein deutscher Antennen-Hersteller und Lieferant von Sicherheitstechnik, Kommunikationslösungen und elektrischen Komponenten.

## Geschichte
Die ELNA Elektro-Navigations- und Industrie-Import und Export Großhandelsgesellschaft mbH wurde am 19. August 1952 durch Ernst Ludwig Schick in Hamburg gegründet. 1972 zog die Firma nach Rellingen bei Hamburg und firmierte seit 1977 unter ELNA Elektro-Navigation und Industrie GmbH. Zwischenzeitlich unterhielt die Gruppe Niederlassungen in Duisburg, Bremen, Bremerhaven, Wilhelmshaven, Kiel und Rostock. 1993 übernahm die ELNA einen Teil des Antennenfertigung der Firma Dieckmann und Klapper. Die DuK bzw. ELNA Antennen sind vor allem auf den Flotten von Marineeinheiten weltweit verbaut (u. a. der Bundeswehr). Als wehrtechnischer Lieferant ließ ELNA sich im Jahr 2000 ISO 9001 zertifizieren. Die ELNA verzeichnete zu Glanzzeiten starkes Umsatzwachstum. Die Firma war eines der wesentlichen Unternehmen in der Schifffahrtsbranche in Deutschland neben Konkurrenten wie Imtech (die es heute nicht mehr gibt) und Alphatron. Heute ist die Gesellschaft wesentlich kleiner und operiert aus einem Standort bei Hamburg heraus: Ende 2016 hat die ELNA ihren neuen Firmensitz im Heidehofweg 22 in Tangstedt fertiggestellt und bezogen. Der Antennenbau bildet neben der Ferropilot-Marke (siehe unten) den Kern der Geschäftstätigkeit der ELNA. Seit 2017 wird das Familienunternehmen in der dritten Generation geführt.

## Produkte
ELNA ist ein Hersteller von MF/HF-Antennen, Funkfeuer-Antennen (non-directional beacons / NDB) und U-Boot Antennen. Die Antennen werden in aller Regel aus glasfaserverstärktem Kunststoff gefertigt und von militärischen (Marine) und anderen professionellen Kunden weltweit genutzt, so zum Beispiel Aselsan, DFS und Leonardo.
In den Bereichen Kommunikation, elektrische Komponenten und Sicherheit liefert ELNA aus dem Sortiment von Blue Sea Systems, McMurdo, Marinelec, Cobham Sailor und Hepworth & Wynn. Die Gesellschaft deckt damit zum Beispiel die Bereiche Funk- und Satellitenkommunikation, GMDSS Ausrüstung, Rettungslösungen, Brandmeldeanlagen und Scheibenwischer ab.

### Ferropilot
Über die Tochter-Marke Ferropilot beliefert ELNA als Distributor den Wassersportmarkt. Zu den Kunden zählen vor allem der Fachhandel (stationär und online), Werften und Installationsbetriebe. Angeboten werden Produkte von zahlreichen internationalen Herstellern. Dazu zählen unter anderem Marine Audiosysteme, Solarpanels, elektrische Komponenten, (automatische) Trimmklappen-Systeme und Notfalllösungen. Auf der  Wassersportmesse boot in Düsseldorf ist Ferropilot jedes Jahr präsent.